# Den svenske stormagtstid
Den svenske stormagtstid varede fra 1611 til 1721: Sverige erobrede og opretholdt sin stormagtsstilling i Europa. Stormagtstiden fulgte efter Ældre vasatid 1521-1611 og fulgtes af frihedstiden 1719-1772. Den inddeles i Yngre Vasatid 1611-1654 og Den karolinske tid 1654-1718.
Periodens begyndelse regnes fra 1611, hvor Gustav II Adolf bestiger den svenske trone, men ses også angivet til 1561, hvor Erik XIV indleder den svenske østersøekspansion ved at sende en hær til Estland på anmodning af byen Reval. Stormagtsepoken slutter med freden i Nystad i 1721 efter Store Nordiske Krig.
Sveriges tid som stormagt blev kort, fordi landet var sårbart. Sveriges ressourcer i form af befolkning og næringsliv var begrænsede, og Sverige skaffede sig mange fjender ved sine erobringer. Landet var ofte afhængigt af finansiel og militær støtte fra større europæiske lande. Under trediveårskrigen fik Sverige betydelige subsidier fra Frankrig, som var interesseret i at svække den dominerende tyske fyrsteslægt Habsburg. Desuden ønskede handelsnationerne Nederlandene og England ikke, at et enkelt land skulle dominere Østersøen og bistod Sverige, da det var svækket i forhold til Danmark. Nederlandene hjalp fx Carl Gustaf Wrangels flåde i slaget ved Femern i 1643, og år 1700 landsatte en engelsk-hollandsk flåde 4.000 mand fra den svenske armé i Humlebæk på Sjælland. Modsat fremstod Sverige i forbindelse med Karl X's belejring af København i 1659 alt for dominerende, hvilket førte til, at en nederlandsk flåde kom byen til undsætning.
Især var Ruslands modernisering under Peter den Store afgørende for, at stillingen som stormagt ikke længere kunne opretholdes. Da Karl XII døde i 1718, uddeltes krigskassen, og den store armé blev opløst. En kort, men intensiv kamp om magten i Sverige fulgte mellem flere fraktioner og lidt efter lidt sluttedes fred med de tidligere fjender.

## En befolkning i vækst
Sverige oplevede fra 1500-tallet en vedvarende, kraftig befolkningsfremgang:
| År   | Antal indbyggere | Årlig vækst i %  |
| ---- | ---------------- | ---------------- |
| 1571 | 639.000          | -                |
| 1620 | 854.000          | 0,60 (1571-1620) |
| 1699 | 1.362.000        | 0,59 (1620-1699) |
| 1753 | 1.781.000        | 0,53 (1699-1751) |

Trods krige, hungerkatastrofer og lignende skete omtrent en fordobling af befolkningen fra 1620 til 1753. Baggrunden for denne vækst var dels stiftelse af familie i ung alder, dels en forholdsvis stor børneavl. Også dødeligheden var høj men formåede ikke at bortskære børneavlens nye slægtled.
Sveriges befolkning var altovervejende bosat på landet. I 1570-erne udgjorde bybefolkningen blot 3%, i 1610-erne 4% og i 1720-erne 10% (til sammenligning: i Danmark ca. 20% eller en dobbelt så stor andel). Den svenske regering tog flere tiltag for at fremme byudviklingen, blandt andet ved at tildele nye steder stadsrettigheder, omend med såre beskedent resultat. Når resultaterne trods alt blev så beskedne, skyldes det fortrinsvis visse træk ved rigets økonomiske politik:
1. vareudvekslingen mellem land og by svækkedes af den accise (svensk: lilla tullen), som blev opkrævet, når varerne blev ført til torvs i byen;
2. de såkaldte "uppstäder" var afskåret fra udenrigshandel;
3. gennem den såkaldte "bottniska handelstvånget" var det forbudt byerne nord for Stockholm og Åbo at sejle syd for disse byer og at modtage udlandske skibe i deres havne;
4. overhovedet blev Stockholm som rigets hovedstad favoriseret på enhver måde.[9]

## Grundlæggelsen af Sveriges stormagtsvælde
I 1611 var Sverige i krig mod Danmark, Polen og Rusland. De vanskeligheder, som forsvaret af Sveriges politiske og religiøse selvstændighed medførte, fremkaldte en indsats fra det svenske folk, som under målbevidste ledere skaffede Sverige en stilling som stormagt.
Grundlæggeren af Sverige som stormagt var Gustav II Adolf (1594-1632), Karl IX's søn og efterfølger. Efter at han som ganske ung havde indgået freden i Knäred med Danmark og med store vanskeligheder og mod en enorm betaling havde købt Älvsborg fri i 1613, afsluttede han den russiske krig, så Kexholms län og Ingermanland, som tidligere havde tilhørt Rusland, blev svensk 1617. Han kæmpede mod Sigismunds krav på Sveriges krone. Det førte til, at Polen i 1629 afstod Livland og en del af østersøhandelens vigtige preussiske havne. Gennem de russiske og polske erobringer blev der taget et stort skridt i retning af at gøre Østersøen til et svensk indhav. Det var dengang ikke en urimelig tanke, da havene snarere forbandt end skilte landene, og da nationalitetsprincippet endnu ikke havde fået afgørende betydning for statsdannelsen.
Selv om Sverige havde besejret Polen, opgav Sigismund ikke sine krav på den svenske krone og satte sit håb til, at den katolske reaktion ville sejre i den store religionskrig, trediveårskrigen 1618 – 1648. Det var årsagen til, at Gustav II Adolf deltog i den. Eftersom han døde tidligt, fik han ikke gennemført sine planer, men takket være dem, som fulgte efter ham: Axel Oxenstierna og de store feltherrer fra hans krigerskole, som Johan Banér, Lennart Torstenson og Johan Lilliehöök blev Sveriges nationale selvstændighed sikret. Samtidig reddedes også den åndelige frihed, som lå i protestantismen, og som Gustav II Adolf følte som en hellig pligt at kæmpe for.
Under hans efterfølger dronning Kristina (1632-1654) afsluttedes den store krig i 1648 med den Westfalske fred. En stor del af Pommern samt Wismar og Bremen-Verden) tilfaldt Sverige. Landet kom endda ud af krigen som leder af den kontinentale protestantisme, hvilket også bidrog til Sveriges voksende magtstilling og varede, til imperiet faldt sammen i 1721.

## Styrkelse og bevarelse af stormagtsstillingen
Besiddelsen af de tyske landområder medførte ikke den politiske magtstilling, som Gustav II Adolf kunne have skaffet Sverige. Men da Sverige gennem dem nu blev medlem af det Tyske rige og var garant for den Westfalske fred, blev det anerkendt som et af det europæiske statssystems mere betydelige medlemmer. De to erobringer i Tyskland, Pommern og Wismar, havde også betydning for det svenske østersøvældes udvikling og erstattede opgivelsen af de preussiske havne i 1635 og gav mulighed for at fortsætte den tyske krig efter Gustav II Adolfs død.
Erobringerne betød, at det rent svenske område blev konsolideret inden for de naturlige grænser mod Danmark-Norge. En direkte følge af fremgangen i krigen var nemlig freden i Brömsebro den 13. august 1645, ved hvilken Gotland, Jämtland og Härjedalen samt Halland i 30 år tilfaldt Sverige. Den militære overlegenhed, som krigene havde givet Sverige, blev forudsætningen for, at dronning Kristinas efterfølger, Karl X Gustav (1654-1660), ved freden i Roskilde den 26. februar 1658 kunne sikre indlemmelsen af Skåne, Halland, Blekinge, Bohuslän og Trondheim i riget.
Han udkæmpede en ny krig med hele Danmarks erobring som mål og hans plan om at fuldbyrde østersøvældet på bekostning af Polen, hvor de polske Vasaer ikke havde opgivet deres krav på den svenske krone, blev ikke realiseret. Det polske krav forsvandt dog fuldstændigt ved freden i Oliwa 1660, og Sveriges ret til Livland blev definitivt anerkendt.
Under den skånske krig 1675-1679, som i begyndelsen gik dårligt for Sverige, risikerede han at miste de nye sydsvenske landskaber til Danmark, specielt da Sveriges flådes indsats var svag og ude af stand til at støtte de tyske besiddelser. Sverige blev inddraget i krigen efter at have allieret sig med Frankrig og var gået med på dettes side i den europæiske krig, som begyndte 1672 med Ludvig XIV's angreb på Nederlandene. Frankrig hjalp Sverige militært og diplomatisk, så freden ikke førte til landafståelser.
Krigen havde vist, at den svenske armé langt fra var tilstrækkelig til at beholde det, som en gang var erobret. Derfor skabtes det yngre inddelingsværk med midler, som tilfaldt staten gennem den reduktion, som gennemførtes.

## Skabelsen af den moderne svenske statsforvaltning
1600-tallet blev en storhedstid både i ydre og indre henseende. Af den allerstørste betydning for staten blev den form, som udøvelsen af den selvstændige statsmyndighed fik under Gustav Vasa, og som Karl IX opretholdt. Også den reform knytter sig først og fremmest til Gustav II Adolfs navn.
Under de ældre Vasaer var kongen den eneste retslige repræsentant for statsmyndigheden. Rigsrådet, som var en institution, der var fastlagt i landsloven, fik i begyndelsen en tilbagetrukken stilling i det "nye rige" som følge af de minder, der knyttedes til dets magtudøvelse i middelalderen. Det gav anledning til, at der opstod en aristokratisk opposition mod kongemagten efter Gustav Vasas død.
Rigsråden Erik Larsson Sparre var en fremtrædende talsmand for en statsforvaltning, hvor rådet skulle være statsmagtens egentlige indehaver. Dette ville antagelig have medført en tilbagevenden til middelalderens regerende aristokratiske anarki, som Gustav Vasa havde undertrykt. Hans sønner forholdt sig derfor reserverede til de højadelige organisationsforslag, og efter at Karl IX havde kvalt rådsaristokratiets restaurationsplaner, som det skete ved Linköpings blodbad i 1600), fortsatte han i det store og hele det rent personlige regime fra Vasaernes tid.
Kancellikollegiet i Sverige var et statsorgan, der sammen med Kongen fungerede som udøvende magt i Sverige fra 1626 til 1801.
.
Det lykkedes Gustav II Adolf at forsone aristokratiet med den nye monarkiske statsordning ved at give adelen politisk indflydelse. De militære pligter mistede herigennem deres konstitutive betydning for adelskabet, og det fik et nyt grundlag gennem en adelsordning. Adelen blev derved den samfundsklasse, som frem for alt skulle beskæftige sig med højere statstjeneste, ikke blot militært, men også civilt. For at fremme dette gav Gustav II Adolf adelen øgede privilegier. Sammen med det svenske aristokratis førstemand, Axel Oxenstierna, afsluttede han Sveriges første beskrevne regeringsform, regeringsreformen i Sverige i 1634.
Den foregående vasatids regime styret af kongens sekretærer ophørte, og det højadelige rigsråd blev et regeringskancelli, som ikke var suverænt besluttende og heller ikke parlamentarisk, men som ved sin sociale magtstilling lagde et konstitutionelt bånd på kongemagten. Den kongelige domsret fik et permanent organ i hovrätten, og rigsrådet begyndte selv at virke som højeste retsinstans. En fast centralforvaltning oprettedes i kollegieform. Gustav Vasas reform af lokalforvaltningen fuldendtes, så fogederne underordnedes landshövdingerne, som til forskel fra middelalderens store lensbesiddere var rigtige embedsmænd. Det gamle folkelige selvstyre i landskap og herred kunne ikke holde stillingen mod den organiserede kongelige embedsforvaltning, men i stilhed lagdes grunden til en ny kommunal styrelse gennem den selvforvaltning, som sognene udøvede under præsteskabets ledelse. Byernes selvstyre undertryktes ikke, men indplaceredes i en organisk sammenhæng med den kongelige lokalforvaltning. Gustav II Adolfs og Axel Oxenstiernas organisationsværk begrænsede ikke statsmagtens udøvelse alene til konge, råd og embedsværk, men gjorde tværtimod stænderrigsdagen til et effektivt og lovfæstet organ. Dette ordnede samspil mellem alle nationale kræfter for at virkeliggøre statsformålet var grundtanken i statsdannelsen. Derfor har senere tiders statsmænd kunnet bruge ideerne som vejledning for deres statsform.

## Den åndelige og materielle kultur
Også på den åndelige og materielle kulturs område var perioden en stormagtstid.
Der oprettedes gymnasier, og Uppsala universitet, hvis genoprettelse var indledt 1595, fik udviklingsmuligheder og økonomisk tryghed efter at ærkebiskop Petrus Kenicius havde overtalt Gustav II Adolf til at give det en stor donation fra de gustavianske arvegodser i 1624. Til fremme af svensk kultur i Finland og de skånske provinser blev Tartu Universitet grundlagt 1632, Kungliga Akademien i Åbo 1640 og Lunds Universitet 1666. Den protestantiske svenske kirkes oplæring af menighederne havde ligeledes stor betydning.
Deltagelsen i trediveårskrigen medførte en vis ekstravagant levemåde, men Sverige åbnedes samtidig for indflydelse fra andre europæiske landes kulturliv til gavn for svensk kunst, poesi og videnskab.
Stormagtstiden var også epokegørende for den materielle kultur. Ved tiltag i merkantilistisk retning og ved indkaldelse af udlændinge med forretningskundskab søgte Gustav II Adolf og Dronnning Kristinas formynderregering at fremme den økonomiske udvikling. Sverige begyndte nu få et ordnet kommunikationsvæsen. De svenske jernlejer og indførelsen af nye metoder i jernfabrikationen var med til at danne grundlag for Sveriges stormagtsstilling. De første forsøg på svensk fabriksindustri betød, at handel og byudvikling fik et stort opsving, som særligt kom Stockholm til gode, og med styrets centralisering blev byen rigets virkelige hovedstad. Heller ikke tanken om at gøre Sverige til en kolonimagt var fremmed, hvilket især kolonien Ny Sverige i Nordamerika vidner om.

## Statsfinansielle problemer
Stormagtstidens svenskere elskede at sammenligne deres egne bedrifter med de svenske goters deltagelse i folkevandringerne, som historieforskningen havde givet dem forvirrede forestillinger om. Hvis den deltagende virkede oprivande? på de indre forhold, så havde sammenligningen en kerne af sandhed. I den ældre vasatid opstod et nyt forleningsvæsen: Det indebar – fraset hertugdømmerne samt grev- og friherreskaberne – ikke som i middelalderen en udskiftning af selve statsmyndigheden, men var rent økonomisk. Den bestod i bortforlening af krongods eller ret at inden for et område oppebære de på skattejorden hvilende renter, dvs. skatter, men det var i strid med landsloven arveligt. Som følge af naturaliehusholdningen fandtes ikke de nødvendige midler til at betale omkostningerne for den nye rigsstyrelsens øgede behov for statstjenester. Det økonomiske forleningsvæsen blev derfor gjort arveligt som adelens privilegier, som jo også betragtedes som løn for statstjeneste.
Forleningsvæsenets uheldige vækst blev følgen af de ekstraordinære kraftanstrengelser, som fulgte af Sveriges deltagelse i trediveårskrigen. Det anvendtes ofte til at belønne adelens fædrelandske offervillighed, uden hvilken de store opgaver ikke havde kunnet løses, men det anvendtes også i form af forpagtning og frikøb for at skaffe statskassen midler til krigen. Begge dele medførte, at Staten ofrede selve indkomstkilderne, og da dronning Kristina, efter at hun blev myndig fortsatte misbruget, som kunne have været berettiget under krigen , blev rigets finansielle stilling fortvivlet. Men tabet af gods og renter var også socialt forrykkende. De indebar en fare for bøndernes dyrkningsfrihed, og gav højadelen, som havde vundet mest gennem forleningsuvæsenet, overmagten i samfundet. Det vakte uvilje og frygt ikke blot hos de ufrie stænder, men også hos den lavere embedsadel.
Kravet om en reduktion i kraft af landslovens forbud mod arvelige forleninger blev samlingsmærket for den sociale oppositions forskellige elementer, og med Karl X Gustavs trontiltrædelse fik kravet støtte af kongemagten, der håbede på at råde bod på rigets finansielle nødsituation. Den reduktion, som kom i stand 1655 nåede ikke målet, og følgen blev, at Karl XI's formyndere førte en eventyrlig subsidiepolitik og styrtede riget ud i en krig, skånske krig, som uden den unge konges kraft og heltemod ville have berøvet landet frugterne af Karl X Gustavs sejre.

## Det karolinske enevælde indføres
Selve styreformen påvirkedes af den aristokratiske fremgang inden for samfundslivet: Den socialt dominerende højadel ønskede nu at lade dens politiske organ, rigsrådet, fortrænge kongen fra den plads, som vasatiden havde givet plads i rigsstyrelsen. Begge formynderregeringer (Dronning Kristinas 1632-1644 og Karl XI's 1660-1672) havde ført et kongeløst stormandsregime, og tanken var at gøre det de facto, om ikke de jure. Forudsætningen for at den faste forvaltningsorganisation, som var trådt i stedet for de ældre vasaernes personlige regime, var imidlertid en kraftig regeringskontrol, hvis den skulle fungere på en tilfredsstillende måde. At skabe den kontrol var kongens opgave, og hvis han ikke kunne det, henvistes forvaltningsorganisationen til selvkontrol af sine egne embedsmænd.
Takket være Axel Oxenstiernas exceptionelle lederegenskaber faldt eksperimentet ikke dårligt ud under Kristinas umyndighedstid. Men under Karl XI førte fraværet af kontrol med administrationen til et forvaltningsanarki, hvis farer for riget viste sig med den skånske krig i begyndelsen af Karl XI's egen regering. Dermed faldt planerne om et selvstændigt rådsvælde, men deres fald medførte een magtfordeling mellem konge, råd og stænder. Det statsstyre var rodfæstet i ældgammel svensk styreform. Gustav II Adolf bragte det til større perfektion end tidligere. Med hjælp af rigsdagsoppositionen mod den aristokratiske magtudvikling, som både i socialt og politis havde været betænkelig, samlede kongen hele statsmyndigheden i sin hånd. Nu opstod den karolinske enevælde, en styreform, som var monistisk: statsmyndigheden koncentreredes til et eneste statsorgan. Det var nyt i svenskt forfatning, men det havde sin berettigelse som et midlertidigt diktatur for at løse vigtige samfundsopgaver.
Resultatet af den karolinske enevældes indførelse blev en ny omfattende reduktion, som reddede den svenske bondes frihed og muliggjorde, at forvaltningsomkostningerne sikredes gennem en fast aflønning i stedet for forleninger. Og skabelsen af en ny hærordning gennem inddelningsværket og indførelsen af pligttroskab i forvaltningen. Den mistede sin aristokratiske selvstændighed og fik præg af et kongeligt bureaukrati, men Karl XI lod det arbejde efter Gustav II Adolfs og Axel Oxenstiernas reform og gav diktaturet endnu større fasthed.

## Stormagtsvældets undergang
Da Karl XII overtog tronen i slutningen af 1600-tallet, bestemte de riger, som havde tabt land til Sverige, at tiden var inde til at genvinde det tabte: store nordiske krig indledtes. Nyorganiseringen af hæren, som Karl XI havde indført, fungerede i begyndelsen udmærket, og Danmark blev tvunget ud af krigen efter freden i Traventhal, og Karl XII vandt en stor sejr over Rusland ved Narva. Han bestemte sig nu til at invadere Polen og erobrede den polske krone. Han fik blod på tanden af alle sine sejre og besluttede sig til at angribe Rusland. Under marchen mod Ruslands hjerte udsattes svenskerne for den brændte jords taktik fra russernes side. Kosakker angreb de svenske tropper, som hver gang tabte mange mand. Også den russiske vinter angreb de svenske soldater. Armeen måtte drage sydpå mod det velstående Ukraine, og snart mødte den udmarvede og trætte svenske hær den russiske, som i mellemtiden var blevet kraftigt moderniseret, ved den lille stad Poltava. Den svenske armé tabte slaget, og næsten alle de svenske soldater blev dræbt eller tilfangetaget. Karl XII havde held til at flygte til Tyrkiet og byen Bender (i det nuværende Moldavien), hvis støtte han søgte. Til sidst var han tvunget til at forlade landet og søgte tilbage til Sverige. Med næsten halvdelen af den svenske armé mistet besluttede Karl sig for at gå ind i Norge. Der blev han skudt. Det satte punktum for Sverige som stormagt. Krigskassen blev uddelt til armeen, som søgte tilbage til Sverige. Ved freden måtte Sverige afstå næsten alt, hvad det havde vundet de seneste hundrede år; kun Bohuslän, Halland, Skåne, Blekinge samt dele af Pommern kunne beholdes.